# ジョン・ウィールライト
ジョン・ウィールライト（英: John Wheelwright、1592年頃 - 1679年）は、イングランドとアメリカのピューリタン聖職者であり、無律法主義論争の間にマサチューセッツ湾植民地から追放され、現在のニューハンプシャー州エクセター町を設立したことで知られている。イングランド、リンカンシャーで生まれ、そこそこ資産のある家で育てられ、ケンブリッジ大学シドニー・サセックス・カレッジで学士号および修士号を取得した。学生時代は著名な運動選手であり、またオリバー・クロムウェルが学友だった。1619年に牧師に叙任され、リンカンシャーのビルスビーで教区牧師となり、聖職売買のために排除されるまでこの地位に10年間あった。
ウィールライトは1636年にニューイングランドに向けて旅立ち、義兄弟の妻アン・ハッチンソンがその宗教的発言で否定的な注目を集め始めていたボストンで温かく歓迎された。ウィールライトとハッチンソンは間もなく、ジョン・コットン牧師の「恵みの契約」神学信奉者として、「行いの契約」を信じる植民地の牧師や司法官の大多数を非難するようになった。この論争が頂点に達すると、ハッチンソンもウィールライトも植民地から追放された。ウィールライトは1637年から1638年の厳冬期に、ウィリアム・ウェントワースを含む追随者集団を連れて北に移動し、1638年4月にはニューハンプシャー植民地でエクセターの町を設立した。しかし、マサチューセッツ湾植民地はその地域に対して以前から持っていた権利を発動させ、追放者であるウィールライトの立ち退きを強制したので、ウィールライトがエセックスに居られたのは数年に過ぎなかった。ウィールライトはさらに東、現在のメイン州ウェルズに移転し、そこに住んでいる間に追放令が取り消されたが、依然として罪は残っているというようなやり方だった。ウィールライトはウェルズからマサチューセッツに戻り、ハンプトン（当時はマサチューセッツ湾植民地内、その後ニューハンプシャー植民地内）で説教を行い、そこで教区民の助けを得て、1654年に、17年前の追放に対してマサチューセッツ裁判所から完全な無罪証明を手に入れた。
1655年、ウィールライトは家族と共にイングランドに戻り、リンカンシャーの故郷近くで説教を行った。イングランドに居る間に、イングランドの護国卿になっていたオリバー・クロムウェルと、政府で重要な役職を幾つか占めていたヘンリー・ベインという強力な友人2人によってもてなされた。イングランドにいた6年強の間に政治の流れが大きく変化し、クロムウェルが死亡し、ベインが処刑された後は、ウィールライトはニューイングランドに戻り、ソールズベリーの牧師となり、そこで余生を過ごした。ウィールライトは論争好きで信念を曲げない者と特徴づけられるが、寛容でもあり、精力的であり、勇敢でもあった。その心からの信心深さについては、意見が大きく異なる者達からも疑問にされることはなかった。

## 初期の経歴
ジョン・ウィールライトは1592年頃に、イングランドのリンカンシャーにあるカンバーワースとセイルビー出身であるロバート・ウィールライトの息子として生まれた。1612年に父が死ぬと、ウィールライトは地産を管理し、リンカンシャーにおける資産の承継者にもなった。祖父もジョン・ウィールライトという名であり、1611年にマンビーで死んでいた。ウィールライトはケンブリッジ大学シドニー・サセックス・カレッジで学び、1614年から1615年の教育年度に学士号を、1618年には修士号を取得した。学生時代は著名な運動選手であり、アメリカの著名ピューリタンであるコットン・マザーが「ウィールライトが大学で若く活発であったとき、レスリングでは通常の者以上の能力で知られた」と記していた。学友の中にオリバー・クロムウェルが居り、後にイングランドの護国卿として名声を得た。
大学を出た後、1619年12月19日に助祭に叙任され、翌日にはアングリカン・コミュニオンの牧師に按手された。1621年11月8日、ビルスビーの教区牧師トマス・ストアの娘メアリー・ストアと結婚した。1623年、トマス・ストアが死んだときに、ウィールライトがビルスビーの教区牧師となり、その職を10年間続けた。妻メアリーが1629年に死亡し、同年5月18日にビルスビーで埋葬された。ウィールライトはそれから間もなくアルフォード出身のエドワード・ハッチンソンの娘メアリー・ハッチンソンと結婚した。妻の兄弟にウィリアム・ハッチンソンが居り、その妻がアン・ハッチンソンだった。
教区牧師としての10年間の後、ウィールライトはニューイングランドへの旅費を得るために、その庇護者にビルスビーの牧師職を売ろうとした後の1633年に停職となった。ウィールライトは必要な資金を得られる代わりに、聖職売買のために有罪となり、その職から完全に外された。ウィールライトはビルスビーから排除された後の1633年6月、娘のエリザベスが洗礼を受けたレイスビーに行こうとした。その後ベローで暫く説教師をしていたが、間もなくそのピューリタン的発言に対して聖公会当局から発言を封じられ、イングランドを脱出して移民となる計画を立てはじめた。1636年、ウィールライトは2度目の妻、その母スザンナ・ハッチンソン、および5人の子供たちを連れてイングランドを離れた。

## マサチューセッツ
ウィールライトは1636年5月26日にマサチューセッツ湾植民地のボストンに到着し、同年6月12日に、妻のメアリー、その母スザンナ・ハッチンソンと共にボストン教会に入会を認められた。その到着した年に、マサチューセッツのピューリタンの牧師数人が、ウィールライトの姻戚になったアン・ハッチンソンが自分の家で開催していた宗教的集会の知らせを受け取り、ジョン・コットンの説教について、そのボストンの教区民が幾らか不健全な宗教観を持っていると見るようになっていたことに疑問を持ち始めてもいた。ウィールライトは、ハッチンソンと同様にコットンの神学の強い賛同者だったが、その考えは植民地牧師大半の見解とは異なっており、間もなくこの問題について大きな衝突に巻き込まれていった。

### 神学的見解
ウィールライトはニューイングランドに到着した後、主にマウント・ウォラストンで土地を所有しているボストンの開拓者に説教していた。この地はボストンの一部とは考えられていたが、ボストンの集会所からは南に約10マイル (16 km) 離れていた。数か月の内に、ボストン教会の一般人ジョン・ウィンスロップ判事に、ウィールライトが家族主義的で無律法主義的な教義を持っていると警告する者がいた。家族主義は愛の家族の神学であり、神聖な精神の下に神との完全な合同を目指し、罪やそのための責任の双方からの自由に結びついていた。無律法主義は、すなわち恵みの契約の下で道徳法からの自由であり、家族主義の一形態だった。ニューイングランド・ピューリタン牧師の大半は断固としてそれらの神学教義に反対であり、それらが1530年代にドイツでおきたミュンスターの反乱でアナバプテストの暴力や血なまぐさい破壊の原因になったと見ていた。ウィールライトは家族主義に対する非難に直面して、そのような教義を説教していることを否定した。一方ウィンスロップや植民地の多くの牧師達はウィールライトを家族主義者と見ており、コットンは正統派の牧師だと見ていた。

### 無律法主義論争
1636年春には既にニュータウン（後にケンブリッジに改名）の牧師トマス・シェパードがボストンの牧師ジョン・コットンとの文通を始め、その手紙でコットンの神学理論についての心配を表明し、またボストン教会の会員の中にある妙な意見の幾つかについても知らせた。コットンは神の自由な恵みが唯一の救いの道であると提唱しており、神聖化が救いのために必要な材料だと考える植民地の他の牧師達全てと見解を異にしていた。ウィールライトが植民地に着いたとき、これら神学論の違いについてコットンの固い同盟者になった。間もなく個人的文通で最初に共有した意見がニュータウンの信徒に対するシェパードの説教の中に活路を見い出すようになった。この「説教壇の攻撃」がウィールライトに気付かれないはずがなく、間もなくウィールライト自身の説教が、シェパードの説く「行いの契約」について批判的見解を持つようになった。

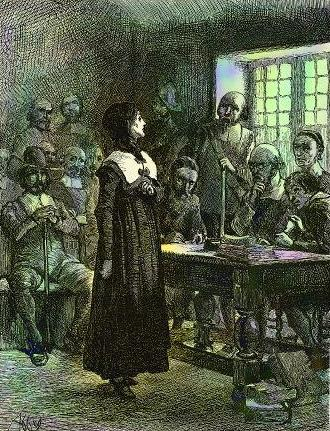
アン・ハッチンソン、ウィールライトの縁戚、無律法主義論争の間に植民地の困難さについて最初に非難された者の1人

神学的緊張関係が植民地の中で盛り上がったが、ウィンスロップがその日誌に記録を残すほど注目されてきたのは1636年10月になってからだった。10月21日あるいはその直後に、不調和について記述していたが、信心深い牧師の1人を名指す代わりに、ウィールライトの義妹に非難の矛先を向けた。「ボストン教会の会員であるハッチンソン夫人は、機転が利き大胆な精神を持つ女性であり、2つの危険な誤りをもたらしている。1つは、聖霊のある人が正当化された人に宿るということ、2つは、我々の正当化に対して如何なる神聖化も証拠を与えられない、ということである」と記していた。
10月下旬、植民地の牧師達は直接宗教的見解に関する問題に直面し、コットン、ハッチンソン、ウィールライトと「私的な会議」をもった。この会議の成果は好ましいものであり、両者は合意に達した。その理論が恵みの契約にあるコットンは、神聖化（行いの契約）が神の目に恩恵を見い出すことに貢献するという他の牧師達に満足を与え、ウィールライトも合意した。しかし、この会議の効果は短命であり、コットンの教区民であるボストン教会信徒の大半が自由な恩恵という概念を強く支持した。教区民はウィールライトがコットンの次の説教師になることを望んだ。教会には既に別の説教師がいた。ジョン・ウィルソン牧師であり、自由の恩恵という考え方には同調的でなかった。ウィルソンは一般人であるウィンスロップの友人であり、ウィールライトの指名を阻止するために、教会の投票で全会一致を要求する規則の利点を生かしたのもウィンスロップだった。ウィンスロップはウィールライトの才能と信心深さを「尊敬すべきと考え」たが、「疑わしい論争を持ち上げる傾向にあり、その地位に彼を選ぶことには同意できない」と考えていた。ウィールライトが家族主義原理を維持したことを示唆するウィンスロップの方法だった。
1636年12月、牧師達が再度会合を開いたが、この集会では合意に至らず、コットンは神聖化が基本的に行いの契約となるという問題について警告した。ハッチンソンは直接問われた時に、他の牧師達が恩恵ではなく行いを説いていることを非難したが、個人的に非難しただけだった。これら神学的異論が植民地の政治的な面でも負荷を与えるようになっており、マサチューセッツの総督ヘンリー・ベインは自由な恩恵の強力な提唱者だったので、議会の特別会期でその辞任を宣言した。ベインはイングランドにその辞任する理由として緊急事態を連絡すると共に、催促されたときには、神の判断が「これら意見の違いと不和に対して我々に上がって」くるという彼の心配を口に出して説明していた。ボストン教会の信徒はベインの辞意を翻させることに成功し、一方植民地議会はこの植民地の問題について誰に責任があるかを議論し始めた。植民地議会は植民地の他の者達と同様に深く分裂しており、そのような後悔が平和を快復させることを期待して1月19日に総体的断食を要求した。

#### 断食の日の説教
1637年1月19日木曜日、この断食に指定された日に、ジョン・コットンが朝に説教し、和平と和解の必要性に焦点を当てた。続いてウィールライトが午後に説教した。一般人の目にはその説教が温和で脅威を与えないと見えたが、ピューリタンの聖職者には「非難すべきかつ煽り立てられた悪さ」だと映った。歴史家のマイケル・ウィンシップは「厳しく無慈悲な説教」であり、「説教壇の巧言の拡大に最も悪名高くボストンが貢献したもの」とよりあからさまに呼んだ。この説教に対する直接の反応は無く、ウィンスロップがその日誌に「牧師達は彼らの説教壇で原理の問題を論争している」と記しただけだった。さらにコットンが他の牧師に対抗する唯一の者であると記し、ウィールライトが議論を拡大している者であると考えてすらいなかった。
しかし、ウィールライトの説教の話が広がると、ウィンスロップはその扇動的な性格に気付くようになり、ウィールライトは「行いの契約に向かう者全てを非難している」と記した。行いを説教した者達を心配し、「反キリスト教徒と呼び、強い辛辣さと熱心さをもって彼らに対抗する人々を掻き立てている」と記していた。一方、自由な恩恵の提唱者はこの説教で勇気づけられ、聖職者の中にいる「律法主義者」に対する運動を強化した。教会の礼拝と講義の間、彼らは牧師達に自分たちの信念とは一致しない教義について公然と質問し、特にヘンリー・ベインは植民地の神学の教義に積極的に挑戦するようになった。

#### 3月の裁判
その後の2か月間、他の牧師達が、ウィールライトの断食の日の説教だけでなく、マウントウォラストンでの説教も取り上げて幾つか教義的非難を行った。植民地議会が3月9日に開会されたとき、ウィールライトは断食の日の説教について査問されるために呼ばれた。当時議会には12人の判事と33人の代議員がおり、判事の中ではヘンリー・ベイン、ウィリアム・コディントン、リチャード・ダマーがウィールライトの強い支持者だった。他の判事の中で、ジョン・ハンフリー、サイモン・ブラッドストリート、リチャード・ベリンガム、ジョン・ウィンスロップ・ジュニアの4人は、仲間の判事と比較してその宗教的寛容さで知られていた。ウィールライトに対する件を指導したのは代議員であり、その告発内容は「断食の日に異端で扇動的な説教を行ったこと、反抗と騒動を煽っていること」だった。他にも告発や反論があった後、ウィールライトは断食の日の説教の原稿を議会に提出し、その日は解放された。その出発に続いて、支持者達が議会に、教会が査問する前に良心に関する問題を議会で審査する権限についての異議申し立てをして、40人以上の署名による請願書を提出した。その請願書は拒絶された。

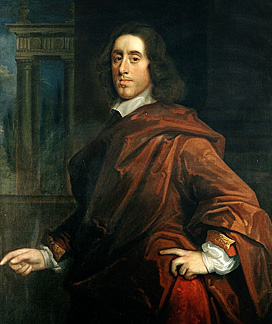
ヘンリー・ベイン総督、1636年から1637年に起きた植民地の問題について、ウィールライトを強く支持した

翌朝、ウィールライトは議会で個人的な審査の時を与えられ、ウィールライトは誰が告発者であるかを尋ねた。議会の回答はウィールライトの説教が告発者であるとのことだった。その日の午後、議会は一般に公開され、植民地の牧師全員が出席した。ウィールライトに対して行われた攻撃手の1つは、ウィールライトの教義、コットンの教義をニューイングランドの他の全ての牧師の教義と異なる故に「偽りの教義」とするものだった。これに対するコットンの怒りの反応は、「ウィールライト兄弟の教義は神に従っている」であり、ウィールライトに付いてい行くことで神について行っていることを知らしめ、それで攻撃の手を実質的に止めさせた。その後も幾つか告発が無効になった後、議会は植民地の牧師達に、ウィールライトの説教で彼らが攻撃されたと感じたかを問うというアイディアを思いついた。その夜、牧師達は自分たちでこの件を議論した後、翌朝に議会に戻って来た。コットンは異議を唱えたが、他の牧師達は、彼らが実際に「歩き入り」ウィールライトが行いの契約と呼ぶものを教え、それ故に彼らは説教の中で仄めかされた反キリスト教であると語った。
牧師達は彼らの信用のために、ウィールライトに逆境から優雅に戻る手段を提出し、このことがウィンスロップに大きな印象を与えた。ウィンスロップは彼らの「人間性と尊厳」に注目した。しかしウィールライトは妥協せず、如何なる和解にも興味を示さなかったので、議会はその審議を続けた。コディントンは後に「聖職者達は判事のうち2人を自分たちの側に付け、多数の支持を得ることになった」と記した。その後代議員達がその票を投じ、ウィールライトは「植民地の中で故意に苦痛を起こし増加させるために動いた」ことで「不服従と扇動」の罪で有罪と宣告された。判決は次の議会まで延期されたが、議論は政治的問題となった。
ウィールライトの有罪判決は闘争無しに通過はせず、その友人たちが正式に抗議した。判決に同意しなかったベイン総督や判事と代議員の幾人かは、その不満意見を裁判の記録に入れることを望んだが、議会は拒否した。その後彼らは抗議書を提出したが、これも拒絶された。このことで、ウィリアム・アスピンウォールが起草した抗議書が準備されたが、最初の案が大変好戦的だったので、その言葉遣いを和らげるための修正が行われる必要があった。その最後の版でも慇懃なものからは大きく逸れていたので、議会は「神の予言に対して干渉する」ので神の報復を招くと言った。しかし、ウィールライトの有罪に対する不満が大きかったので、60人以上がそれに署名した。それに署名した者はほとんど重要な者ではなかった。その大半は自由人であり、多数が事務所を構え、植民地の裕福な住人であり、植民地に3年間以上住んでいた。この請願書は後に署名者に降りかかる重い罰の口実にされた。

#### 1637年5月の投票
この議論の政治的な面が強くなったので、ベイン総督は議会の次の会期をニュータウンで開催するのを阻止できなかった。投票がボストンから離れて行われた場合に、判事や牧師の大半が構成する正統派が勝利するチャンスが大きくなるはずだった。投票日の1637年5月17日、ベイン総督はウィールライトの弁護を行う請願書を読み上げたいと願ったが、ウィンスロップとその党派がまず最初に投票を行い、その後に請願書の内容を聞くことを主張した。紛糾と議論の後、自由人の大多数は投票を行うことを望み、ニュータウン・コモンの一方にウィンスロップと共に行って、ウィンスロップをベインに代わる総督に選んだ。その後、自由恩恵の提唱者に対抗する追加手段が採られ、判事の選挙ではウィールライトを支持していた者達が外された。さらに議会は、如何なる「異邦人」も議会の承認なしで3週間以上植民地の中に居られないという法を成立させた。ウィンスロップはこの法が、新しい移民が「自由恩恵」の反対者の側に加わらないようにするために必要であると宣言した。

#### 追放令
1637年8月に再度議会が開会されたとき、ウィールライトはその反抗的な意見を引っ込めれば、「好意的に見られるかもしれない」と告げられた。これに対してウィールライトは、自分が扇動の容疑で有罪であるならば、死罪に処されるべきであり、議会がそう宣告する意図であるのならば、国王に控訴することになると答えた。それ以上の行動が行われず、判決は再度持ち越された。

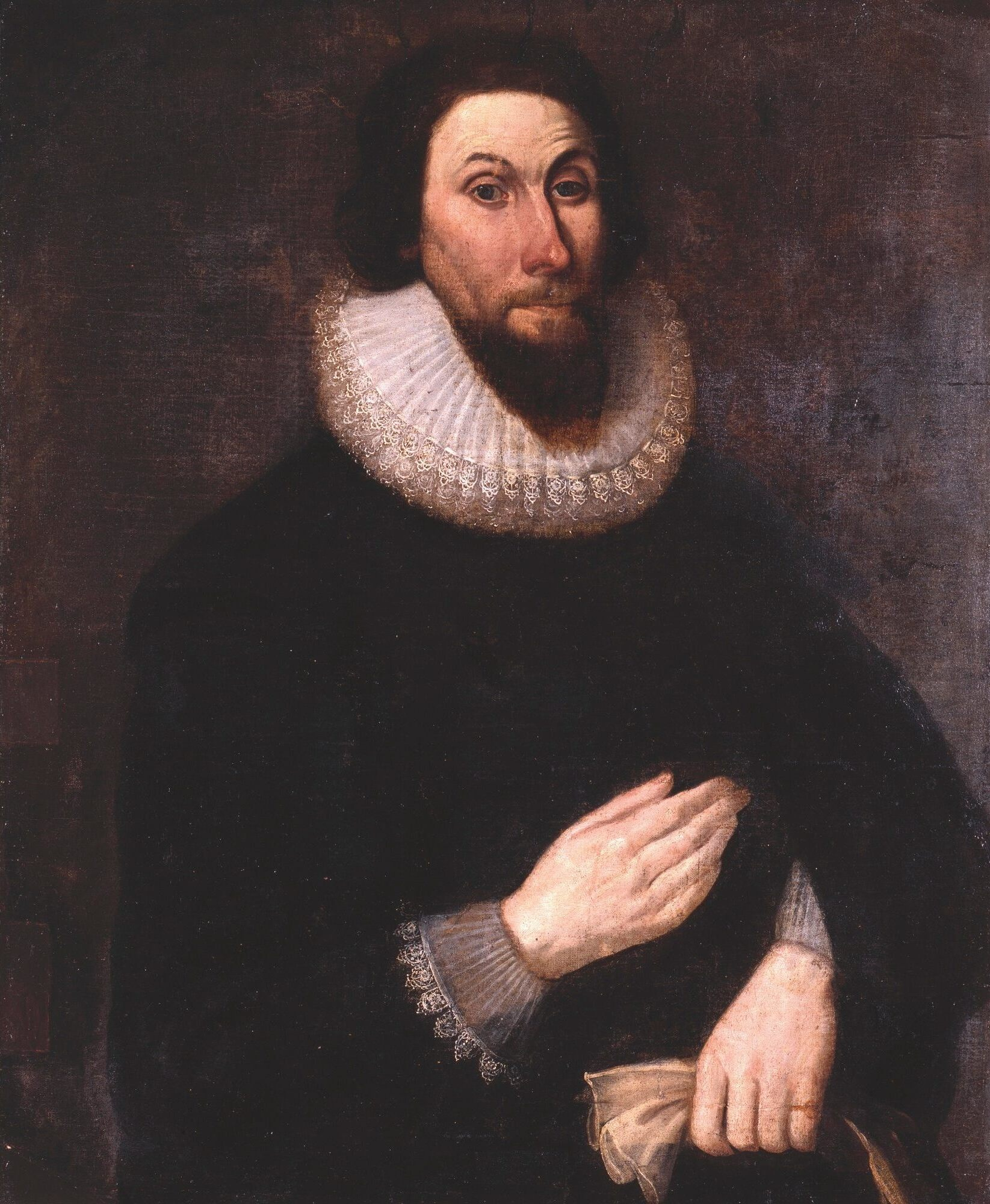
ジョン・ウィンスロップ、ウィールライトがマサチューセッツ湾植民地から追放された時の総督、かつ首席判事

議会の次の会期は1637年11月2日に、ニュータウンのスプリング通りにある集会所で始まった。ウィールライトの伝記作者チャールズ・ベルは、この集会の目的が「その信念を捨てるよう強制されない非国教徒を植民地から排除する」ためだと記している。その月曜日に出された最初の命令の1つは、ウィールライトの問題を扱うものであり、ウィンスロップが最後はそのやり方の誤りを見つけるかもしれないと、長い間先送りされていたものだった。ウィールライトはその罪を告白する用意があるかを問われると、「彼に罪は無い。彼はキリストの真実以外の何物も説教していなかった。彼らが（他の牧師が）彼の説教から解釈したものに責任は無い」と答えた。ウィンスロップはウィールライトが到着する以前に平和な植民地の絵を描いており、断食の日の説教の後で如何にボストンの人々がピクォート戦争への協力を拒否したか、ウィルソン牧師が軽視されることが多かったか、タウンミーティングで議論が持ち上がったかを考えた。議会はウィールライトが自発的に植民地から出ていくことを勧めたが、ウィールライトはそのようなことをすれば罪を認めたことになるので拒否した。ウィールライトの外見はしっかりしていたが、その夜議会が休会になったので判決は出なかった。火曜日、この問題に関する議論が続いた後、議会は有罪を宣言し、次の判決文を読み上げた。
ウィールライトは当初3月までに植民地を出ていくようにされていたが、それまでの期間に説教を行わないよう命令されたときに、それを拒否し、2週間以内に司法権の及ぶ範囲から出ていくよう命令された。その出立にあたって安全保障を与えると申し出があったときに辞退したが、保護下に一夜を過ごしたあとで、抵抗しても無駄であることを認識した。2週間の準備期間に説教を行わないよう指示されたときも、それを拒否したが、このときは裁判所がそのような差し止め命令は追及に値しないと判断した。

## エクセター、ウェルズ、ハンプトン

### エクセター
無律法主義論争に関わる出来事の後で、ウィールライトと共に幾つかの家族が北のニューハンプシャー植民地に移動し、また別の家族はハッチンソン一家と共に南のアキドネック島に移動した。ウィールライトは忠実な友人数人と共にボストンの北約50マイル (80 km) のピスカタカ川地域に移動し、1637年から1638年の厳しい冬をスカムスコット川の傍で過ごした。その冬が過ぎると、インディアンの副首長ウィハノウノウィットとその息子から土地の権利を購入し、1638年4月3日にエクセターの町を設立した。この頃にその妻、子供たち、義母はマウント・ウォラストンを出発して、できたばかりの開拓地に到着した。1638年春までに約20人の既婚男性が居り、そのほぼ半分はイングランドのリンカンシャー時代からウィールライトとの結びつきがあった。直ぐにウィールライトを牧師として礼拝所が建設された。間もなく政府を作る必要性が明らかとなり、1640年、ウィールライトが起草して自身が署名した協定書に、教会員や他の地域の住人が署名した。アキドネックの開拓地で起きた騒動とは対照的に、ウィールライトのエクセター開拓地は円滑なスタートを切った。

### ウェルズ
しかし、ウィールライトがエクセターに居たのは短期間だった。マサチューセッツ湾植民地がハンプトンに開拓地を造り、その管轄権内にウィールライトが購入した土地が入っていたので、追放されたはずのウィールライトがマサチューセッツの領土内に居ることになった。ウィールライトは新しく入植する場所を探し、1638年に土地を買収したときの共同事業者であるサミュエル・ハッチンソンとニコラス・ニーダムの2人が北東にある地域を調査し始めた。1641年9月24日、彼らはメイン地区の副知事であるトマス・ゴージズから、後にウェルズとなる資産の免許を取得した。
ウィールライトはオガンクイット川沿いの土地400エーカー (1.6 km²) を購入し、ほとんど同時に製材所と、自分の大家族のための家を建てた。義母のスザンナ・ハッチンソンもついて来ていたが、その後間もなく死んだ。エクセター時代の教区民の中からかなりの数の者がウェルズに移って来て、即座に教会が建てられ、ウィールライトが牧師になった。エクセターに残った人々もウィールライトを大いに尊敬しており、ウィールライトが戻って来てくれる希望をなかなか捨てられないでいた。

#### 追放の解除
ウィールライトは、それほどの困難さもなしにマサチューセッツとの和解が出来るとおそらく考えていた。まだエクセターに居た1642年9月、ウィールライトのために和解提案書が作成され、それに対してマサチューセッツ湾植民地は、ボストンに安全に戻り裁判所に請願を行えるようになると回答していた。この点に関してウィールライトが行動していない中で、マサチューセッツは壁の修復に興味があり、提案書も無いままに1643年5月10日に開会される植民地議会にウィールライトを再度招待した。このことで、ウィールライトはボストンの牧師達と対話することが促され、牧師達は彼の態度に大層喜んだので、議会に対して出す文書を如何に形造るか指導することまでしようとした。ウィールライトは9月10日にその文書を書き、10月4日にボストンに届けられた。議会は追放令を取り消す方向に傾いており、ウィールライトには再度議会で安全に弁解を行う機会を提案された。ジョン・ウィンスロップはウィールライトに自ら手紙を送り、ウィールライトもそれに返信した。最初の手紙ではあまりに従属的態度に見えたかもしれないウィールライトは、その手紙では慈悲ではなく公正に無罪の主張を委ねることにしていた。進んでその原理を捨てる考えはなかったが、「誤りについてはきっぱりと譲歩し、和解と和平をもたらし、その神聖な使命に従って」いた。ウィンスロップはウィールライトの2通目の手紙を受け取ると、ウィールライト自ら議会に出てくることを勧めたが、ウィールライトは進んで行きたいとは思わなかった。1644年5月29日、ウィールライトの出席が無いままに議会はこの問題を審議し、次の宣言を行った。

#### マーキュリアス・アメリカヌス
この交渉が起こっている間に、別の問題が起こっていた。1644年初期、『ニューイングランドの教会に影響した無律法主義者、家族主義者、放蕩者の興隆、支配と衰退の短い話』と題した出版物がロンドンで発行された。この作品の著者は分からなかったが、トマス・ウェルド神父が紹介と序文を書いていた。学者達は長年にわたって異口同音にその作者をジョン・ウィンスロップだとしてきた。ジョン・コットンも1648年に出版した本で同様なことを言っていた。この作品は事件のバランスの取れた証言であるはずもなく、ウィールライトの伝記作者チャールズ・ベルは「それは当時であっても、大変辛辣で偏った作品として特徴づけられる」と記していた。
ウィールライトは、その追放令廃止の文書をその不当な前提とともに受け取ったちょうどその頃に、この出版物に関する情報を得た。この作品の意味するところに深く傷つけられた。マサチューセッツ湾植民地の影響力ある判事や牧師数人の助けや奨励を得て、重大な侵略を議論の連鎖に置き換えようとしているまさにそのときに、それが出てきた。イングランドの友人や親戚が、自分に反対していた人々の不公平な証言から、ニューイングランドの当時の状況を理解して欲しくないと思った。ウィールライトは自己弁護するために『短い話』に反論するものを出版することに友人の支援を得た。1645年、『マーキュリアス・アメリカヌス』が、ジョン・ウィールライト・ジュニアの名の下にロンドンで出版された。ジュニアはウィールライトの息子であり、当時ケンブリッジ大学ジーザス・カレッジに入学してロンドンにいた。チャールズ・ベルはこの作品について「その調子や気質において、『短い話』よりも明白に優れており、その著者の教義的見解の正当性に特に奉げられている一方で、当時流行している論争の学派に快く、中傷者に対する重大な反論を含み、論理的鋭さに鍛えられた心を示し、時代に学んだことが植え付けられている。」と述べている。

### ハンプトン
ウィールライトはウェルズで5年以上を過ごした後、当時はマサチューセッツの管轄下にあったハンプトンの教会と町から、そこの教会の牧師としてティモシー・ダルトン牧師と共同で運営するという招待状を受け取った。ウィールライトは躊躇することもなく1647年春にハンプトンに行き、教会および町の委員会との文書による合意を交わした。牧師になったのは、ある資料では1647年4月12日、別の資料では6月24日とされている。この仕事で55歳のウィールライトにウェルズでよりも高い給与を提供してくれ、その大家族を養うために重要な配慮だった。フロンティアの舞台ではなく、文化や社会で洗練された専門的同朋や一般人の中にあり、その教養に見合ったものとなった。

#### 裁判所による無罪証明
町が土地の寄贈と給与でウィールライトの奉仕を評価した一方で、その最大の贈り物は異なる形で訪れた。マサチューセッツ湾植民地議会からの無罪証明だった。ウェルド牧師が序文を書いた『短い話』は、ほとんどイングランドで受け入れられ、著名なスコットランドの神学者サミュエル・ラザフォード牧師によって裏書きされていた。ウィールライトは恐らく以前から、『短い話』と自分の追放解除の双方で伝達された姿勢そのものが償いであり、ハンプトンの市民権がそれを感知させるものであると考えていた。1654年5月1日、議会に対して請願書を起草し、5月3日、議会は次のような宣言を行った。

#### 自分で発行した無罪証明
ウィールライトはマサチューセッツ議会からの無罪証明によってニューイングランドの同朋との関係を改善できたが、『短い話』の作者の告発によって、さらに1648年のサミュエル・ラザフォードの著作『精神的反キリスト教者の探索』によって傷つけられたと感じており、イングランド時代の人々にまで遡って汚名をそそぎたいと考えた。1658年、ロンドンのエドワード・コールがウィールライトの『簡潔で平明な弁明』を出版した。その長々しい副題は『トマス・ウェルド氏の短い話で告発されていた過誤、異端、凶悪な犯罪の全てに対し、さらにサミュエル・ラザフォード氏の無律法主義の探索で固定されたものに対し、彼が自分を正当化する』となっていた。
ウィールライトがこの作品を出版する目的は、彼の無実と裁判における不公平さを認識させるためであり、「獲得された恩恵が、伝統の考えからも正しいと認められる過程におけるその見解」が認められることだった。7つの神学的問題を3つの課題と4つの命題に分類して強調する道を選んだ。3つの課題はウィールライトの教義の本質を構成しており、断食の日の説教に基礎を与えていた。課題の後、命題の前の9ページは無律法主義論争の過程と人物を再現していた。ここでウィールライトは、公平さが無かったこと、彼は扇動と不服従という政治的な犯罪で告発されたこと、追放の真の理由は他の牧師達との教義的差異だったことを挙げている。その告発者が「不正な取引」をしたこと、秘密のうちに動いたことを告発している。彼はこの取引について友人の判事（おそらくウィリアム・コディントン）から告げられており、その判事はこれら手続きの幾らかを密かに書き写し、彼に与えていた。この章には、コットンによるウィールライトの弁護が入れられている。「私は我々の兄弟ウィールライトの教義が神のものに従っていると認識し告知する」としており、コットンは1648年の『解明された会衆派教会の方法』に再録していた。続いてウィールライトはその中間部を「ウェルドが嘘をついていることの熱心な告発」と読者を欺いていることに使っていた。
4つの命題は1637年の教会会議から出ており、ここでウィールライトは自分を、ジャン・カルヴァン、ジロラーモ・ザンチ、ドルト会議、テオドール・ド・ベーズ、ウィリアム・パーキンスなど、以前の改革者の指導に従う伝統的牧師として描いていた。その命題が課題の反復になるので、短縮され、再度『短い話』でなされた告発に戻っている。ウィールライトはその作品の最後で、自分は全て正しく、また無律法主義者ではないと言って締め括っている。
ウィールライトの『簡潔で平明な弁明』の執筆は、『短い話』が出版された1644年には既に始まっていた可能性があるが、最後の部分に記述されているものは1654年にマサチューセッツ議会で無罪証明された後に書かれている。この作品の前半で、ウィールライトは『短い話』の作者を1人の人物としており、はっきりとトマス・ウェルドが全体を書いたと考えている。しかし『弁明』の後半では作者を複数であるとしており、ウェルドだけがこの作品を書いたのではないと認識している。ウィールライトはトマス・ウェルド以外の名前を『短い話』の著者に挙げていないが、コットンとラザフォードが1648年に書いた本で挙げているので、もう一人の著者がジョン・ウィンスロップであると認識するようになっている。ウィンスロップは1649年に死んでおり、実質的な植民地の指導者としての評判でイングランドでも植民地でも尊敬され、ウィールライトがその名声を貶める合理的な理由が無かった。

## イングランド

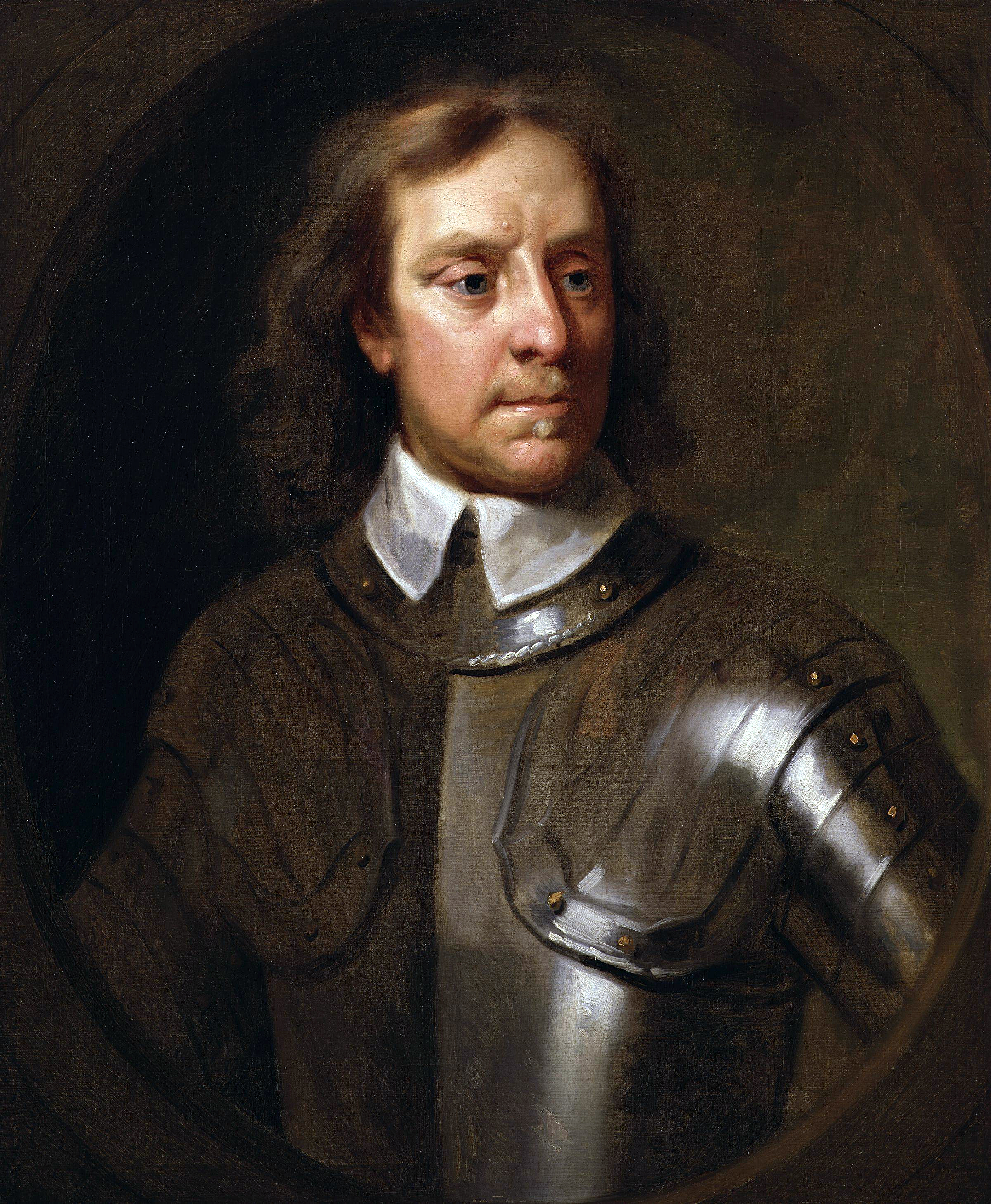
オリバー・クロムウェル、ウィールライトがイングランドに滞在しているときに暖かく迎えた

1655年後半、ウィールライトは家族を連れてイングランドに戻り、妻メアリーの故郷に行った。晩夏にハンプトン教会から最後の給与を受け取っていたが、12月12日までアルフォードで説教を行っており、「リンカンシャー、アルフォード牧師、子供たちの大きな負担があるジョン・ウィールライトに」補助給与60ポンドが認められた。この報酬は既に払われていた40ポンドに追加された。
イングランドではチャールズ1世が処刑され、権力は平民の手にわたり、説教の自由はピューリタンにあたえられるという、異常な事態が生じたばかりだった。権力の座にあった平民は、ウィールライトの友人で護国卿のオリバー・クロムウェルであり、ウィールライトとは学生時代の友人だった。無律法主義論争の間にウィールライトと密接な関係にあったヘンリー・ベインも政府の要職に就いていた。この2人の著名人が互いに協力して政治と宗教の自由のために働いていたが、1650年代初期には互いに疎遠になり敵対的になっていた。ベインは公的生活から引退し、クロムウェルはイングランドでの最高権力者になった。ウィールライトはクロムウェルから「私は戦場の軍隊で会するよりもウィールライトとフットボールで会することを恐れた時を覚えている。というのも私は確実に彼から転がされていたからだ」と級友時代のことを表現されており、歓待された。ウィールライトは1658年4月20日付けでハンプトンの教会に手紙を送り、クロムウェルとの会合について「約1時間というもの個人的に談話した。彼が話すことはすべて正統的で優美に感じられた」と記していた。
ウィールライトはイングランドでは大半の時間をリンカンシャーで過ごし、アルフォード以外にもヘンリー・ベイン卿の資産であるベローで説教し、ベインは「イングランドに到着して以来大いに注目してくれていた」ベインがウィールライトにその『弁明』を出版するよう奨励した可能性がある。1658年にクロムウェルが死んだ後、イングランドのピューリタンにとっては都合の悪い出来事が続いた。1660年、チャールズ2世の下で王政が復古すると、ベインはイングランドの空白期間で果たしていた役割故に投獄され、1662年6月には処刑された。このような状況で、ウィールライトは1662年夏にニューイングランドに戻った。イングランドを訪問していた他の牧師数人も一緒だった。

## ソールズベリー
ハンプトンの教会でのウィールライトの地位は不在の間に埋められていたが、直ぐに隣接するソールズベリーの町の住人から牧師として招かれ、1662年12月9日、70歳になっていたウィールライトがそこの牧師となった。この職は17年間続き、その多様な人生で最長の牧師職となった。

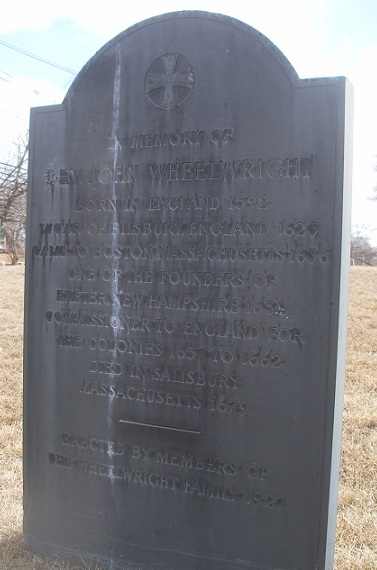
ジョン・ウィールライトの記念碑、ソールズベリーの植民地埋葬所

ウィールライトがソールズベリーに居た間に最も注目すべき出来事は、その晩年の1675年から1676年の冬に、一般人で教会の著名な会員だったロバート・パイク少佐と衝突したことだった。この二人の厳しい摩擦には多様な理由があった可能性があり、その1つはウィールライトがクエーカー教徒によるニューイングランドでの暴動に反対したことであり、一方パイクはその福音主義に極めて寛容だった。もう一つの理由は、1637年の選挙の時に、パイクがニューベリーからニュータウンまで旅してベイン総督を追い出す投票を行ったことだった。さらに近年で地域的な不和の原因は、数年前にソールズベリーからエイムズベリーが分離創設されたときに、ソールズベリーの中での分裂だった。パイクがウィールライトを非難し、それに対してウィールライトが議会に宛てた請願書を書き、1676年3月10日、議会はウィールライトに有利な裁定を出した。パイクは容易に非難することができず、教会や町の者から支持を得て動き、その後でウィールライトは公的権威筋による干渉を求めた。
その干渉は直ぐには発動せず、対立する2つの側を互いに中傷しあうままにさせていた。教会員の大半がウィールライトを支持し、少数がパイクを支持していたが、教会員がパイクの不品行について規律に従わせようとしたとき、パイクはそれを軽蔑して判断を拒否し、ウィールライトが教会から彼を破門した。1677年春、教会と町の不満を抱く人々が、ウィールライトが不和の原因になっており、その説教がある者を他の者と戦わせる傾向にあると議会に訴え、牧師から外すよう要請した。パイクの伝記作者は1879年に、パイクが「ウィールライトに反対し、教会の形態を勝手に変え、破門をさせるまでになっている」と記していた。議会は、それ以前にウィールライトが提案していた委員会を指名し、さらに大いに努力して和平を構築できた。この件では両側に過失があるとされ、パイクはその過失に対して譲歩を求められ、教会は信徒に戻すよう促された。それで問題は解決となり、再発することはなかった。
1677年10月、ウィールライトはリンカンシャーの資産を、義理の息子で末娘サラの夫であるリチャード・クリスプに売却した（この土地は卿紳のフランシス・レベットから購入していた）。1679年6月、ウィールライトはそれ以前に大いに勧められていたことに従い、助手としてジョージ・バローズ牧師を採用した。バローズはセイラム魔女裁判で処刑された唯一の聖職者となった。
ウィールライトは87歳近くとなった1679年11月15日、脳卒中で死に、イーストビレッジ墓地に埋葬された。その後の200年間、墓標が置かれていなかった。この墓地はソールズベリーの植民地埋葬所となり、その後、ウィールライトの歴史的重要性を認識するために記念碑が建てられた。

## 1629年のウィールライト証書
1707年、ウィールライトがウェルズに入植するために一群の人々を連れて行った場所に近く、メイン州ヨーク郡の古い書類の中に、1つの権利譲渡証書が見つかった。この証書は1629年5月17日付であり、ウィールライトがニューハンプシャー南部のインディアン酋長から土地を受け取った数人の1人であること、文書の署名者の1人であることを示している。この証書は1629年にウィールライトがニューイングランドに居たことを示しており、ただしウィールライトは当時リンカンシャーのビルスビーで教区牧師でもあった。多くの歴史家はこの証書が偽書であると宣言しており、ウィールライトの伝記作者チャールズ・ベルは1876年に、その証書が本物でありうると述べた。ビルスビーの教区牧師としてウィールライトは1年に1回中央保管所に教区登録証の写しを送ることを求められ、それが3月になされた。しかしウィールライトの署名が入った幾つかの写しの中で、1629年3月の写しは見つからず、ウィールライトがこの時期にニューイングランドに来て、その後イングランドに戻った可能性が幾らでもある。ベルがウィールライトに関する本を出版してから後のある時に、無くなっていた写しが見つかり、ウィールライトはビルスビーで牧師をしていた間には一度もイングランドを離れていないことをほとんど決定的に証明された。これによって1629年の証書が偽書である可能性が高くなった。ベルはその死の前のある時点で、この件の経過と証書が巧妙な偽造であることを認め、そのことをニューイングランド歴史および系図協会への日付の無い手紙で書いていた。

## 遺産
チャールズ・ベルはウィールライトに関する伝記で、ウィールライトの性格について込み入った評価をしており、議論好きで、懐柔的な精神が無く、議論の場から引き込まない人であると言っていた。マサチューセッツでは、「闘争の苦しさを和らげたかもしれない彼の持つより中庸な態度によって」ウィールライトが示した気質と精神の多くについて非難されることになった。しかし、ベルは、強情でも容赦しないものでもないと言い、非常に精力的で、勤勉で、勇気があると言った。意見が最も異なる人々からでも、その心からの敬虔さが問題にされることは無かった。
ジョン・ウィンスロップ総督は、ウィールライトに対する手続きを好んだが、「彼は同朋を愛した。神の贈り物と恩恵を褒め称えた」と公に言っていた。ニューイングランドの神学者で歴史家のコットン・マザーは、ウィールライトについて「その中に事項の根がある人である」と言っていた。歴史家でマサチューセッツ総督を務めたトマス・ハッチンソンは学習と敬虔さの双方で「熱心な牧師」だと言い、ニューハンプシャーの歴史家ジェレミー・ベルナップは「学習、敬虔さ、熱心さの紳士」と呼んでいた。
エクセターにあるフィリップス・エクセター・アカデミーのウィールライト・ホール、エクセター町役場のウィールライト・ルーム、ニューハンプシャー州リーのウィールライト池、ウィリアム王戦争の戦場、さらにエクセターのウィールライト・アベニューのすべては、ウィールライトにちなむ命名である。

## 家族
ウィールライトには12人の子供が居り、そのうち10人が成人した。最初の妻メアリー・ストアとの間に4人の子供ができ、そのうち3人が成人して、ニューイングランドに来た。その中の最年長であるジョンは、ウェルズに住み、メイン民兵隊の大佐になり、インディアンとの戦闘に関わった。2番目の妻メアリー・ハッチンソンとの間に8人の子供をもうけた。最初の3人はイングランドで洗礼を受け、2人が成人し、ニューイングランド移民のときには5人が従った。ニューイングランドで残りの5人が生まれ、すべて成人して結婚した。

## 関連図書
- Jefferds, Jerome S. (1982). The Jefferds Family. Amazon Standard Identification Number B0006EJR36
- Clark, C. C. (1938). The Wheelwright Family. The Brick Store Museum